# St. Johannes (Gebelkofen)

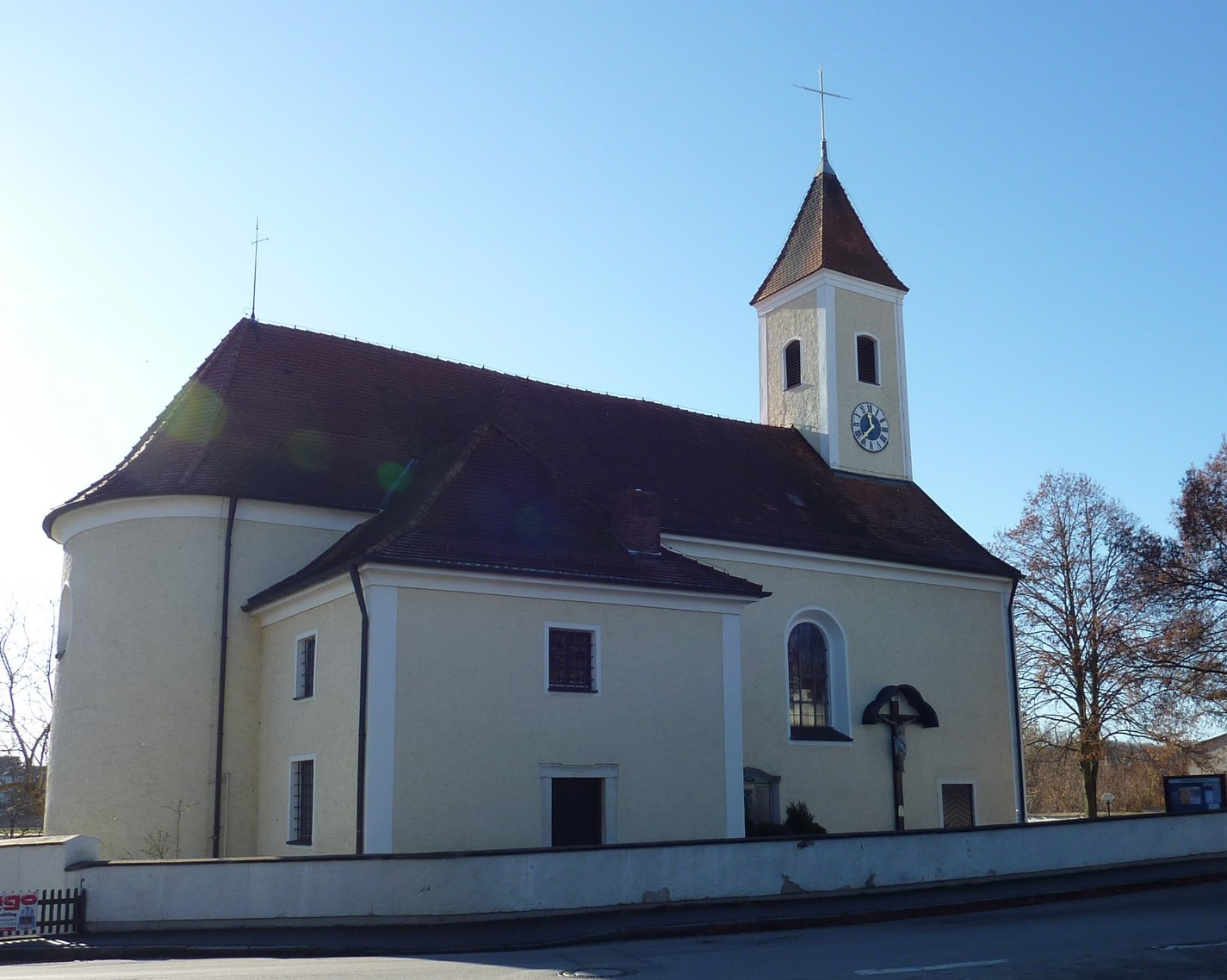
Filialkirche St. Johannes der Täufer in Gebelkofen (Pfarrei Wolkering)

Die Johannes dem Täufer geweihte katholische Filialkirche St. Johannes Baptist in der Oberen Dorfstraße 1 in Gebelkofen, einem Ortsteil der Gemeinde Obertraubling im Landkreis Regensburg in Bayern, ist ein Saalbau mit eingezogenem Chor und zweigeschossigem Sakristei mit Walmdach und Giebelturm.
Das Baujahr der Kirche ist nicht bekannt, liegt aber sicher vor 1608, denn in jenem Jahr wurde Gebelkofen aus der Pfarrei Obertraubling gelöst und als Filiale der Pfarrei Wolkering zugewiesen.
1792/93 erfolgte ein Neubau von Chor und Langhaus und der im Kern romanische Turm wurde erhöht. In die Friedhofsmauer aus dem 18./19. Jahrhundert sind Grabsteine eingelassen. Der heutige Kreuzweg stammt von 1882 und ersetzte den Vorgängerkreuzweg von 1853. Der Hochaltaraufbau um das Altarbild im Chor ist nur gemalt. 1892 wurde eine Renovierung durchgeführt, bei der die Kirche mit Gemälden und Dekorationen des Kunstmalers Goß ausgestattet wurde. 1914 bekam die Kirche eine neue Orgel. Grabsteine in der Kirche weisen auf die Stifterfamilie von Lerchenfeld hin. Die drei Glocken bilden ein dreistimmiges TeDeum-Geläute: gis'-h'-cis". Die große Glocke und die kleine Glocke wurden 1956 bzw. 1959 von Georg Hofweber aus Regensburg gegossen, die mittlere Friedensglocke St. Johannes (h') ist von 1982 von Rudolf Perner aus Passau.